# Iyang-Argapura
Iyang-Argapura je dlouhodobě nečinný vulkanický komplex, nacházející se ve východní části indonéského ostrova Jáva. Tvoří ho stratovulkán Argapura (3 088 m) a několik sypaných kuželů, spočívající na erodovaných základech sopky Iyang. Kdy došlo k poslední erupci, není známo. Nicméně z roku 1597 existuje neověřená zpráva o sopečném výbuchu. Jediným projevem vulkanické aktivity jsou dnes fumaroly, vyskytující se v okolí vrcholu komplexu.